# Хайн Симонс
Хайн Симонс (на нидерландски: Hein Simons), известен и като Хайнче, е нидерландски певец и актьор.
Роден е на 12 август 1955 година в Херлен в работническо семейство. Като дете участва успешно в местен музикален конкурс и в периода 1968 – 1971 година има голям търговски успех с няколко международни хита. Песните му са предимно на немски, холандски и английски език. Участва в няколко филма, включително в главни роли.